# Píseki járás

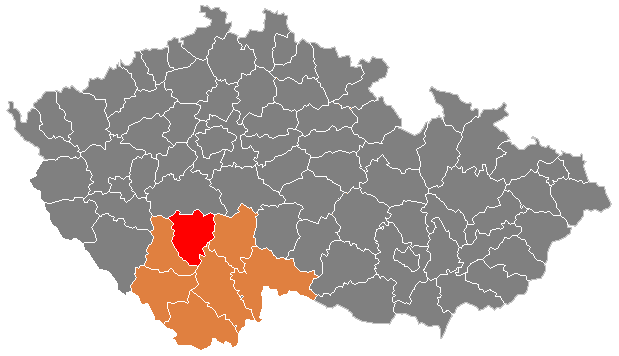
A Píseki járás

A Píseki járás  (csehül: Okres Písek) közigazgatási egység Csehország Dél-csehországi kerületében. Székhelye Písek. Lakosainak száma 70 996 fő (2009). Területe 1126,84 km². Szomszédos járások: České Budějovice-i járás, Tábori járás és Strakonicei járás.

## Városai, mezővárosai és községei
A városok félkövér, a mezővárosok dőlt, a községek álló betűkkel szerepelnek a felsorolásban.
Albrechtice nad Vltavou •
Bernartice •
Borovany •
Boudy •
Božetice •
Branice •
Cerhonice •
Chyšky •
Čimelice •
Čížová •
Dobev •
Dolní Novosedly •
Drhovle •
Heřmaň •
Horosedly •
Hrazany •
Hrejkovice •
Jetětice •
Jickovice •
Kestřany •
Kluky •
Kostelec nad Vltavou •
Kovářov •
Kožlí •
Králova Lhota •
Křenovice •
Křižanov •
Kučeř •
Květov •
Lety •
Milevsko •
Minice •
Mirotice •
Mirovice •
Mišovice •
Myslín •
Nerestce •
Nevězice •
Okrouhlá •
Olešná •
Orlík nad Vltavou •
Osek •
Oslov •
Ostrovec •
Paseky •
Písek •
Podolí I •
Přeborov •
Předotice •
Přeštěnice •
Probulov •
Protivín •
Putim •
Rakovice •
Ražice •
Sepekov •
Skály •
Slabčice •
Smetanova Lhota •
Stehlovice •
Tálín •
Temešvár •
Varvažov •
Veselíčko •
Vlastec •
Vlksice •
Vojníkov •
Vráž •
Vrcovice •
Záhoří •
Zbelítov •
Zběšičky •
Žďár •
Zhoř •
Zvíkovské Podhradí

## Fordítás
- Ez a szócikk részben vagy egészben  a   Písek District című angol Wikipédia-szócikk ezen változatának fordításán alapul.  Az eredeti cikk szerkesztőit annak laptörténete sorolja fel. Ez a jelzés csupán a megfogalmazás eredetét és a szerzői jogokat jelzi, nem szolgál a cikkben szereplő információk forrásmegjelöléseként.
- Ez a szócikk részben vagy egészben  az   Okres Písek című cseh Wikipédia-szócikk ezen változatának fordításán alapul.  Az eredeti cikk szerkesztőit annak laptörténete sorolja fel. Ez a jelzés csupán a megfogalmazás eredetét és a szerzői jogokat jelzi, nem szolgál a cikkben szereplő információk forrásmegjelöléseként.